# Saint-Vincent-d'Autéjac
Saint-Vincent-d'Autéjac é uma comuna francesa na região administrativa de Occitânia, no departamento de Tarn-et-Garonne. Estende-se por uma área de 16,27 km². Em 2010 a comuna tinha 290 habitantes (densidade: 17,8 hab./km²).